# ایتاوکارا
ایتاوکارا (به پرتغالی: Itaocara) یک منطقهٔ مسکونی در برزیل است که در ریو دو ژانیرو واقع شده‌است. ایتاوکارا ۴۲۸٫۴۴۰ کیلومتر مربع مساحت و ۲۳٬۲۲۲ نفر جمعیت دارد و ۶۰ متر بالاتر از سطح دریا واقع شده‌است.